# Tolosa (Buenos Aires)
Tolosa is een buurt in het Argentijnse bestuurlijke gebied La Plata in de provincie Buenos Aires. De buurt telt 41.705 inwoners.